# Bojureț, Dobrici
Bojureț (în bulgară Божурец, în română Mihăileni) este un sat în comuna Kavarna, regiunea Dobrici, Dobrogea de Sud, Bulgaria. 
Între anii 1913-1940 a făcut parte din plasa Balcic a județului Caliacra, România. Majoritatea locuitorilor erau găgăuzi.

## Demografie
Componența etnică a satului Bojureț
     Bulgari (80,19%)
     Nicio identificare (19,8%)
     Altele (0%)
La recensământul din 2011, populația satului Bojureț era de 101 locuitori. Din punct de vedere etnic, majoritatea locuitorilor (80,19%) erau bulgari. Pentru 19,8% din locuitori nu este cunoscută apartenența etnică.